# NEMMCO
The National Electricity Market Management Company Limited (NEMMCO) (рус. Национальная компания по управлению рынком электроэнергии, НЕММКО) была создана в 1996 году для администрирования и управления австралийским национальным рынком электроэнергии (NEM). 1 июля 2009 преобразована в Австралийского оператора энергорынка.
Правительства штатов Квинсленд, Новый Южный Уэльс, Территории столицы Австралии, Виктории, Южной Австралии и Тасмании являлись членами NEMMCO. Каждое из этих правительств назначало директора в правление NEMMCO.
NEMMCO регулировалось корпоративным правом. Она работала на безубыточной основе, возмещая затраты на эксплуатацию NEM и управление организацией за счет взимания платежей с участников рынка. Платежи были сложными и состояли как из фиксированных, так и из переменных компонентов, учитывающих тип участника и его долю в торговле на рынке. Структура платежей, подлежащих уплате NEMMCO, определялась на определенный период, а фактические размеры платежей устанавливались ежегодно.
NEMMCO управляла рынком и энергосистемой из двух центров управления в разных штатах. Оба центра работали круглосуточно и были оснащены идентичными системами связи и информационных технологий. Управление всем энергорынком или его отдельными регионами могло осуществляться из одного или обоих центров. Такая схема позволяла обеспечить бесперебойное снабжение, несмотря на риски, связанные со стихийными бедствиями или другими событиями, и обеспечивала NEMMCO гибкость, позволяющую быстро реагировать на резкие изменения на рынке или в энергосистеме.